# Liste der Monuments historiques in Saint-Élix-Séglan
Die Liste der Monuments historiques in Saint-Élix-Séglan führt die Monuments historiques in der französischen Gemeinde Saint-Élix-Séglan auf.

## Liste der Bauwerke
| Bezeichnung | Beschreibung                  | Standort | Kennzeichnung | Schutzstatus | Datum | Bild |
| ----------- | ----------------------------- | -------- | ------------- | ------------ | ----- | ---- |
| Schloss     | Erbaut ab dem 14. Jahrhundert | (Lage)   | PA31000040    | Inscrit      | 1999  |      |